# Schoonspringen op de Olympische Zomerspelen 1932
Schoonspringen is een van de sporten die beoefend werden tijdens de Olympische Zomerspelen 1932 in Los Angeles.

## Heren

### 3 m plank
| rang   | sporter          | land | punten |
| ------ | ---------------- | ---- | ------ |
| Goud   | Michael Galitzen | USA  | 161.38 |
| Zilver | Harold Smith     | USA  | 158.54 |
| Brons  | Richard Degener  | USA  | 151.82 |
| 4      | Alfred Phillips  | CAN  | 134.64 |
| 5      | Leo Esser        | GER  | 134.30 |
| 6      | Kazuo Kobayashi  | JPN  | 133.76 |
| 7      | Emile Poussard   | FRA  | 128.66 |
| 8      | Tetsutaro Namae  | JPN  | 125.18 |

### 10 m torenspringen
| rang   | sporter           | land | punten |
| ------ | ----------------- | ---- | ------ |
| Goud   | Harold Smith      | USA  | 124.80 |
| Zilver | Michael Galitzen  | USA  | 124.28 |
| Brons  | Frank Kurtz       | USA  | 121.98 |
| 4      | Josef Staudinger  | AUT  | 103.44 |
| 5      | Carlos Curiel     | MEX  | 83.82  |
| 6      | Jesus Flores Albo | MEX  | 77.94  |
| 7      | Alfred Phillips   | CAN  | 77.10  |
| 8      | Hidekatsu Ishida  | JPN  | 75.92  |

## Dames

### 3 m plank
| rang   | sporter         | land | punten |
| ------ | --------------- | ---- | ------ |
| Goud   | Georgia Coleman | USA  | 87.52  |
| Zilver | Katherine Rawls | USA  | 82.56  |
| Brons  | Jane Fauntz     | USA  | 82.12  |
| 4      | Olga Jordan     | GER  | 77.60  |
| 5      | Doris Ogilvie   | CAN  | 77.00  |
| 6      | Magdalene Epply | AUT  | 63.70  |
| 7      | Etsuko Kamakura | JPN  | 60.78  |
| 8      | Ingrid Larsen   | DEN  | 57.26  |

### 10 m torenspringen
| rang   | sporter           | land | punten |
| ------ | ----------------- | ---- | ------ |
| Goud   | Dorothy Poynton   | USA  | 40.26  |
| Zilver | Georgia Coleman   | USA  | 35.56  |
| Brons  | Marion Roper      | USA  | 35.22  |
| 4      | Ingeborg Sjöqvist | SWE  | 34.52  |
| 5      | Ingrid Larsen     | DEN  | 31.96  |
| 6      | Etsuko Kamakura   | JPN  | 31.36  |
| 7      | Magdalene Epply   | AUT  | 26.76  |

## Medaillespiegel
| rang   | land             | goud | zilver | brons | totaal |
| ------ | ---------------- | ---- | ------ | ----- | ------ |
| 1      | Verenigde Staten | 4    | 4      | 4     | 12     |
| totaal | totaal           | 4    | 4      | 4     | 12     |